# Procédé gélatino-argentique
Le procédé gélatino-argentique est le procédé chimique fondamental de la photographie argentique, que ce soit en noir et blanc ou en couleur. En tant que tels, les films disponibles pour la photographie argentique reposent rarement sur un autre procédé chimique pour enregistrer une image. Une suspension d'halogénures d'argent dans de la gélatine est appliquée sur un support tel que du verre, du plastique ou film flexible, du papier baryté ou enduit de résine. Ces matériaux photosensibles sont stables dans des conditions de conservation normales et peuvent être exposés et traités même plusieurs années après leur fabrication. Il s'agit d'une amélioration du procédé de « plaque humide » au collodion dominant des années 1850 à 1880, qui devait être exposé et développé immédiatement après le revêtement.

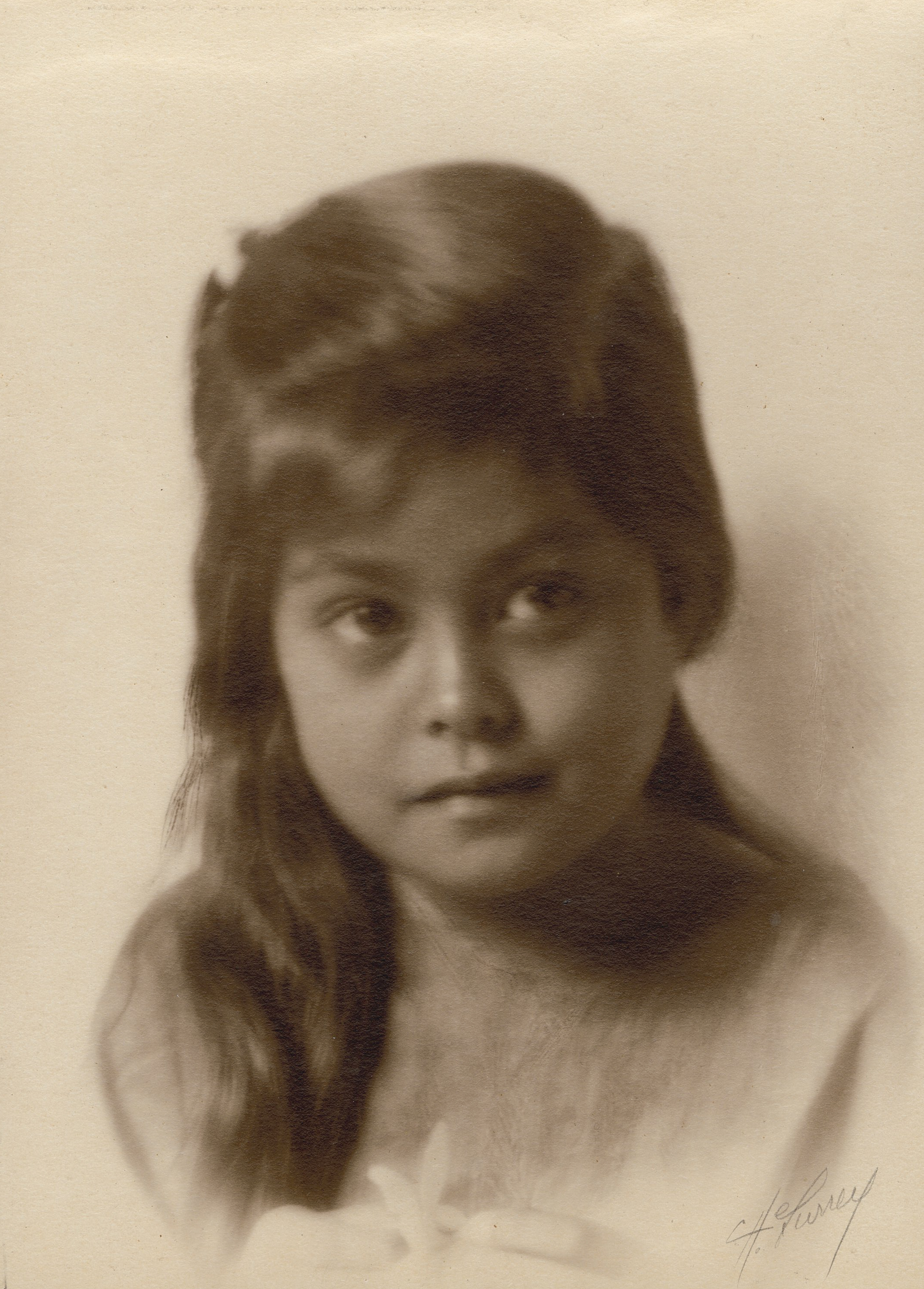
Une épreuve à la gélatine argentique d'une fille hawaïenne

## Histoire
Le procédé gélatino-argentique a été inventé au Royaume-Uni par Richard Leach Maddox en 1871, puis considérablement amélioré en sensibilité par Charles Harper Bennett en 1878.
Le papier gélatino-argentique était disponible commercialement dès 1874, mais de mauvaise qualité parce que l'émulsion sur plaque sèche n'était appliquée sur le papier qu'après coup. Les machines de revêtement pour la production de rouleaux continus de papier sensibilisé ont vu le jour au milieu des années 1880, bien que l'adoption généralisée des matériaux d'impression à la gélatine argentique n'ait eu lieu que dans les années 1890. Ce n'est qu'en 1894 que le revêtement de baryte a été commercialisé, d'abord en Allemagne, avant d'être repris aux États-Unis par Kodak en 1900.
Bien que la couche de baryte joue un rôle important dans la fabrication de supports lisses et brillants, le papier baryté des années 1890 était très éloigné de la norme employée pour la photographie d'art au XXe siècle. Les agents de matage, les papiers texturés et les couches minces de baryte qui n'étaient pas fortement calandrées ont produit un aspect peu brillant et texturé. Les papiers plus brillants sont devenus populaires à partir des années 1920 et 1930, alors que la photographie passait du pictorialisme au modernisme, au photojournalisme et à la photographie «pure».

## Technologie

### Aperçu
Le tirage argentique est un processus d'imagerie monochrome basé sur la sensibilité à la lumière des halogénures d'argent. Une brève exposition à un négatif produit une image latente, qui est ensuite rendue visible par un agent de développement. L'image est ensuite rendue permanente par traitement dans un fixateur, qui élimine les restes d'halogénures d'argent encore photosensibles. Enfin, un rinçage à l'eau retire le fixateur de l'épreuve. L'image finale est constituée de petites particules d'argent liées dans une couche de gélatine.

### Structure des couches
Une épreuve à la gélatine argentique est composée de quatre couches: du papier, de la baryte, un liant de gélatine, et une surcouche de gélatine protectrice. Cette structure multicouche et la sensibilité des sels argentiques nécessitent un équipement de revêtement spécialisé et une technique de fabrication fastidieuse pour produire un film homogène exempt d'impuretés nuisibles à l'image.
Le support en papier sert de substrat sur lequel les couches suivantes sont fixées. Le papier est à bien des égards un support idéal : il est léger, flexible et suffisamment solide pour résister à la fois au traitement humide et à la manipulation régulière. Le papier photographique doit être exempt d'impuretés photoactives telles que le fer et les lignines. Afin d'obtenir cette pureté, le papier était à l'origine fabriqué à partir de chiffons de coton. Une transition vers l'utilisation de pâte à papier purifiée a eu lieu après la Première Guerre mondiale.
La deuxième couche est la baryte, un revêtement blanc opaque composé principalement de gélatine et de sulfate de baryum. Son but est de recouvrir les fibres du papier et de former une surface lisse sur laquelle apposer la gélatine.
La troisième couche est le liant de gélatine qui contient les grains d'argent de l'image photographique. La gélatine possède de nombreuses qualités qui en font un liant photographique idéal. Parmi celles-ci figurent la résistance à l'abrasion à l'état sec ainsi que sa capacité à gonfler et à permettre la pénétration des solutions de traitement. La quatrième couche, appelée surcouche ou couche de finition, est une très fine couche de gélatine durcie appliquée au-dessus du liant. Elle agit comme une couche protectrice, offrant une résistance à l'abrasion supérieure à la surface d'impression.

### Image et traitement
Avant qu'un papier ne soit exposé, la couche d'image est une matrice de gélatine transparente contenant les halogénures d'argent photosensibles. Ces halogénures sont généralement des combinaisons de bromure d'argent et de chlorure d'argent. L'exposition à un négatif se fait généralement avec un agrandisseur, bien que l'impression par contact fut également populaire au début du XXe siècle et parmi les utilisateurs d'appareils photo grand format. Partout où la lumière frappe le papier, les halogénures forment de petites taches de métal argenté à leur surface par le processus chimique d'oxydoréduction. L'exposition est la plus élevée dans les zones correspondant aux parties claires des négatifs, qui deviennent ainsi les parties sombres de l'épreuve.
Ce processus est la formation de l'image latente, car il forme une image invisible dans le papier qui est ensuite rendue visible par le développement. Le papier est placé dans le révélateur, qui transforme les particules d'halogénure d'argent qui ont une tache d'image latente sur eux en argent métallique. Maintenant, l'image est visible, mais les restes d'halogénure d'argent non exposé doivent encore être enlevés pour rendre l'image permanente. L'épreuve est d'abord placée dans un bain d'arrêt, ce qui arrête le développement et empêche le révélateur de contaminer le bain suivant: le fixateur.
Le fixateur, typiquement du thiosulfate de sodium, est capable d'éliminer l'halogénure d'argent non exposé en formant avec lui un complexe hydrosoluble. Enfin, un lavage à l'eau enlève le fixateur de l'épreuve, laissant une image composée de particules d'argent maintenues dans la couche d'image de gélatine transparente. La tonification est parfois utilisée à des fins de permanence ou d'esthétique et suit l'étape de fixation. Les toners au sélénium, à l'or et au soufre sont les plus courants et agissent soit en convertissant partiellement l'argent en un autre composé (tel que le séléniure d'argent ou le sulfure d'argent), soit en remplaçant partiellement l'argent par un autre métal (tel que l'or). Ces composés moins facilement oxydables permettent d'atténuer la détérioration de l'image au cours du temps (jaunissement et décoloration).